# Castello di Ham

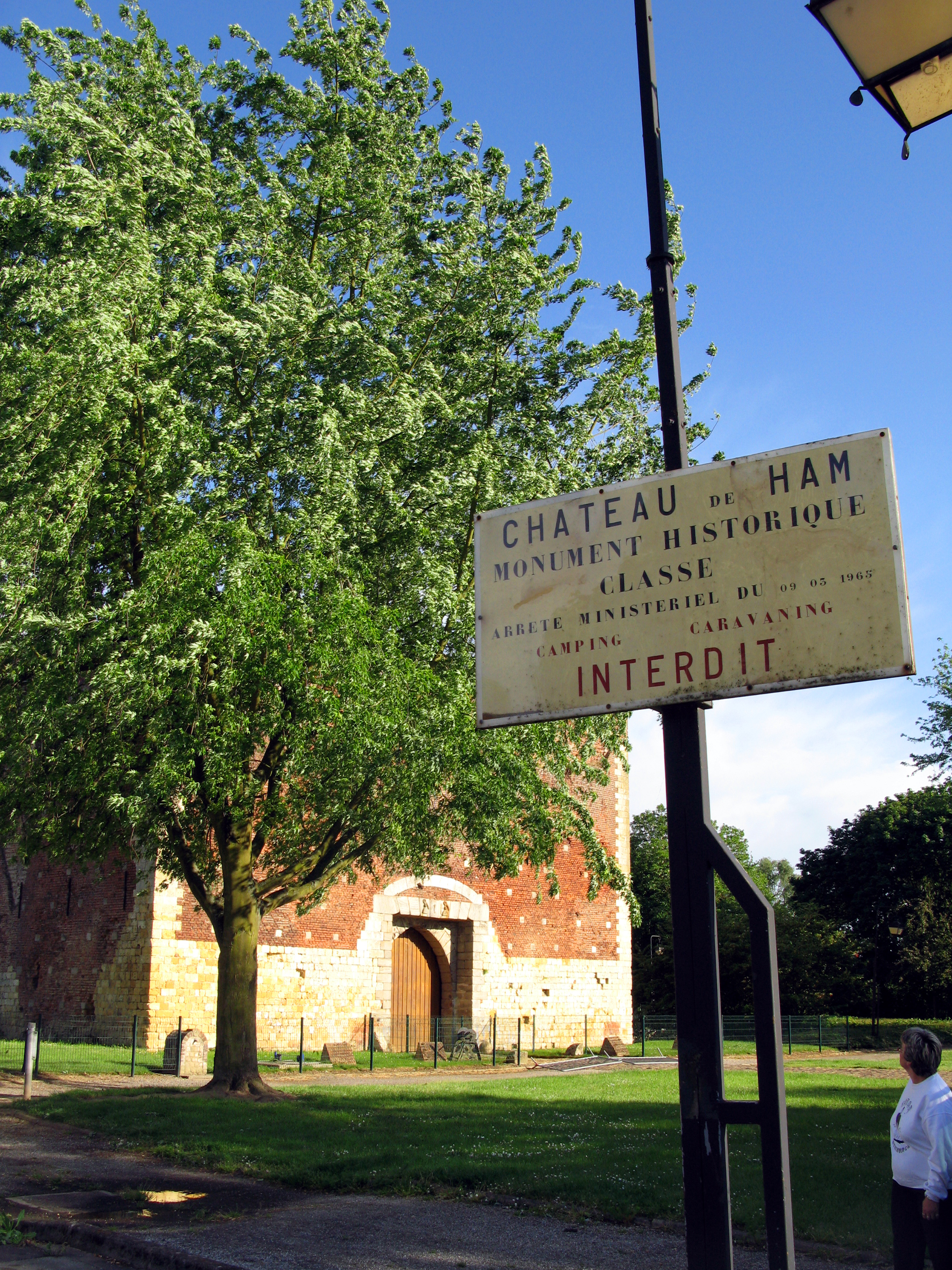
Rovine della fortezza, classificate Monument historique

Il castello, o fortezza di Ham è un castello fortificato situato ad Ham (dipartimento della Somme), negli Hauts-de-France.

## Storia
Il castello viene citato per la prima volta in un documento del 1052; fu restaurato da Oddone IV di Ham nel XIII secolo che ne definì la forma definitiva, un recinto poligonale circondato da grandi torri cilindriche. Enguerrand de Coucy ne comprò la signoria nel 1380 e suo figlio la vendette nel 1400 a Luigi di Valois, che integrò il castello nella sua rete di fortificazioni che includeva La Ferté-Milon, Pierrefonds e Fère-en-Tardenois.
Luigi diede il via alla ricostruzione, che fu proseguita nel secolo successivo da Jean II de Luxembourg-Ligny. Il nipote di quest'ultimo, Louis de Luxembourg-Saint-Pol, conte di Saint-Pol e connestabile di Luigi XI di Francia nel 1465, fece costruire nel 1441 un fossato monumentale, la torre grande o «torre del connestabile», di 33 metri di diametro, altrettanti di altezza e mura spesse 11 metri. Il castello di Ham fu assediato a più riprese, in particolare da Filippo II di Spagna nel 1557.
Tornato sotto la Corona di Francia durante il regno di Enrico IV, fu oggetto di lavori di trasformazione alla fine del XVII secolo ad opera del Vauban. Fu in seguito trasformato in prigione di Stato, accogliendo prigionieri celebri, di cui l'ultimo fu il principe Luigi Napoleone Bonaparte (poi Napoleone III), che vi rimase sei anni, e ne evase, nei panni di un pittore, col nome di Badinguet.
Nel 1870, nel corso della guerra franco-prussiana, la 2ª Armata del Nord circondò la città di Ham occupata dai Prussiani e li obbligò a firmare la capitolazione. Nel corso della prima guerra mondiale la fortezza fu fatta saltare dai tedeschi (19 marzo 1917); oggi ne restano solo le rovine. Dal 1965 le rovine sono classificate monument historique dal Ministero della Cultura.

## Personalità imprigionate nella fortezza di Ham
- Jacques Cassard, corsaro francese
- Honoré Gabriel Riqueti de Mirabeau
- Il maresciallo de Moncey
- Martial de Guernon-Ranville e Jean de Chantelauze, ministri di Carlo X (1831-1836)
- Luigi Napoleone Bonaparte, futuro Napoleone III